# Olimbiakósz SZFP (vízilabda)
Az Olympiakos SZFP vízilabdacsapata (görögül: Ολυμπιακός Σύνδεσμος Φιλάθλων Πειραιώς, magyar átírásban: Olympiakos Színdezmosz Filáthlon Pireósz) az egyik legsikeresebb görög vízilabdaklub, melynek székhelye Pireuszban található. Jelenleg a görög bajnokság első osztályában szerepel. 
A klubot 1925-ben alapították, színei: piros, fehér. 
A görög bajnokságot 39, a görög kupát 26, a görög szuperkupát 4, a bajnokok ligáját 2, a LEN-szuperkupát pedig 1 alkalommal (2002) nyerte meg.

## Sikerei

### Hazai
- A1 Ethniki: (39)
  - 1927,1933, 1934, 1936, 1947, 1949, 1951, 1952, 1969, 1971, 1992, 1993, 1995, 1996, 1999, 2000, 2001, 2002, 2003, 2004, 2005, 2007, 2008, 2009, 2010, 2011, 2013, 2014, 2015, 2016, 2017, 2018, 2019, 2020, 2021, 2022, 2023, 2024, 2025
- Görög kupagyőztes: (26)
  - 1992, 1993, 1997, 1998, 2001, 2002, 2003, 2004, 2006, 2007, 2008, 2009, 2010, 2011, 2013, 2014, 2015, 2016, 2018, 2019, 2020, 2021, 2022, 2023, 2024, 2025
- Görög szuperkupagyőztes: (4)
  - 1997, 1998, 2018, 2019

### Nemzetközi
- LEN-bajnokok ligája
  - 1. hely (2): 2002, 2018
  - 2. hely (3): 2001, 2016, 2019
- LEN-szuperkupa
  - 1. hely (1): 2002

## Külső hivatkozások
- A férfi vízilabda szakosztály hivatalos honlapja www.olympiacossfp.gr
- Olimbiakósz - Lövészet (2016)
- Νévsor Olimbiakósz 2016-17
- Νévsor Olimbiakósz 2024-25
- Hivatalos weboldal: Hírek, beosztás, játékok (2022-23) www.olympiacossfp.gr
- trófeák www.olympiacossfp.gr